# Tempranillo

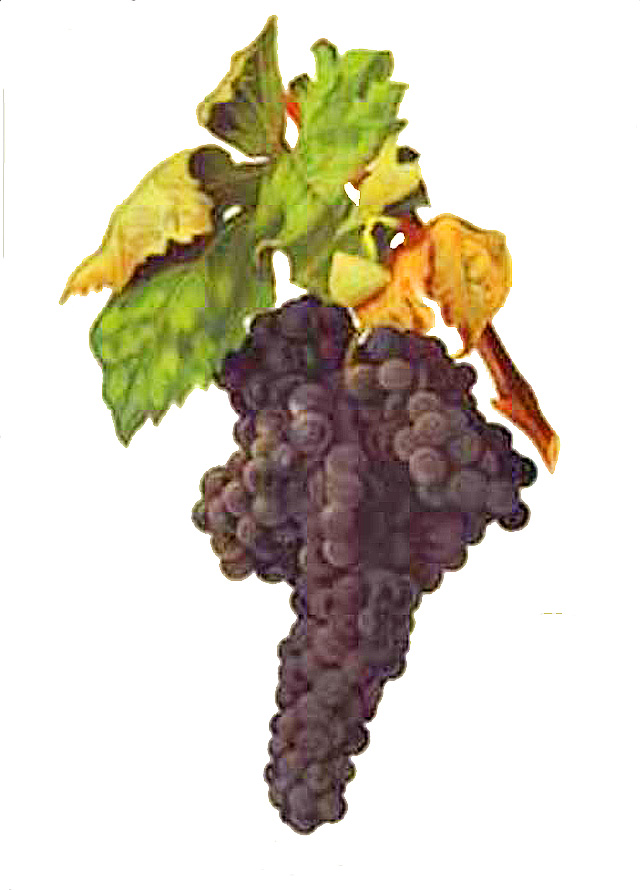
Tempranillo im Buch von Viala & Vermorel

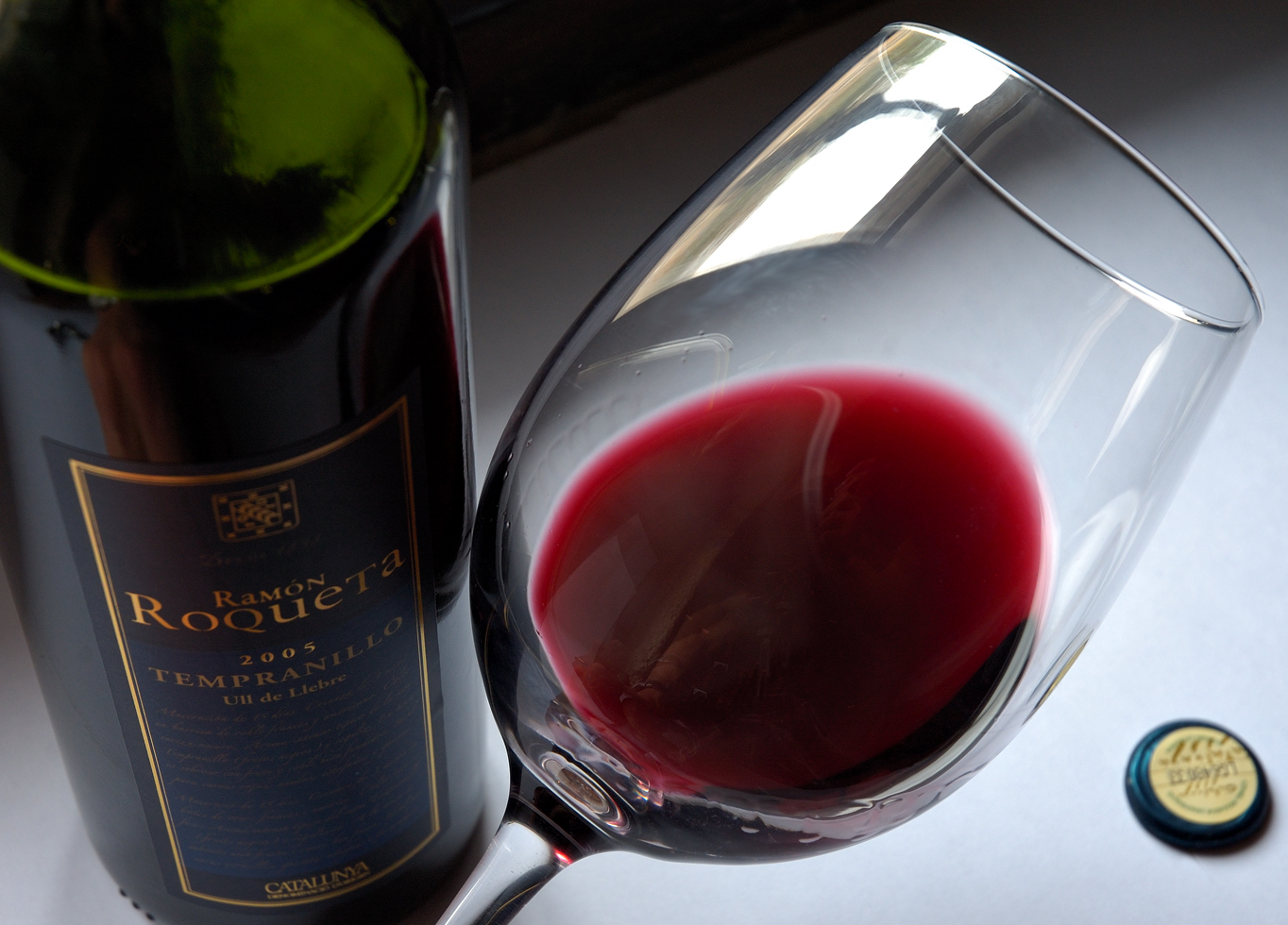
Rotwein aus Tempranillo im Glas

Tempranillo ist die bedeutendste Rotweinsorte in Spanien. Der Name der Rebsorte leitet sich von spanisch temprano „früh“ ab. Wörtlich übersetzt heißt tempranillo „kleine Frühe“, weil die Tempranillo-Beeren kleiner sind und etwas früher reif werden als Garnacha-Trauben. Sie wird häufig mit der Rebsorte Garnacha verschnitten, zum Beispiel beim Rioja-Wein, einem Verschnitt mit Garnacha und Mazuelo, der typischerweise aus 60–90 % Tempranillo-Trauben besteht und tiefrot, würzig und lange lagerfähig ist.

## Herkunft
Die Herkunft der Traube ist heute geklärt. Lange wurde angenommen, dass der Tempranillo vom Spätburgunder abstammt. Nach der Rückeroberung Spaniens von den Mauren ließen sich in der Rioja Zisterzienser-Mönche nieder, die die ersten Rebstöcke pflanzten. Dabei profitierte der junge Weinbau vom steten Erfahrungsaustausch der Mönche mit dem französischen Burgund, wo der Weinbau schon damals eine lange Tradition hatte.
Genetische Untersuchungen aus dem Jahre 2012 ergaben, dass es sich bei Tempranillo um eine spontane Kreuzung der weißen Rebsorte Albillo Mayor mit der roten Benedicto handelt. Zudem wurde erst eine ebenfalls rein autochthone, weiße Mutation des Tempranillo entdeckt, der Tempranillo Blanco.

## Verbreitung
Die Tempranillo-Rebe ist die Hauptsorte in La Rioja; insgesamt kommt sie in Spanien mit 193.597 ha Anbaufläche (Stand 2016) auf den zweiten Platz unter den Rebsorten.
Die bekanntesten Anbaugebiete sind:
- Spanien:
- La Rioja (an den Ufern des Ebro)

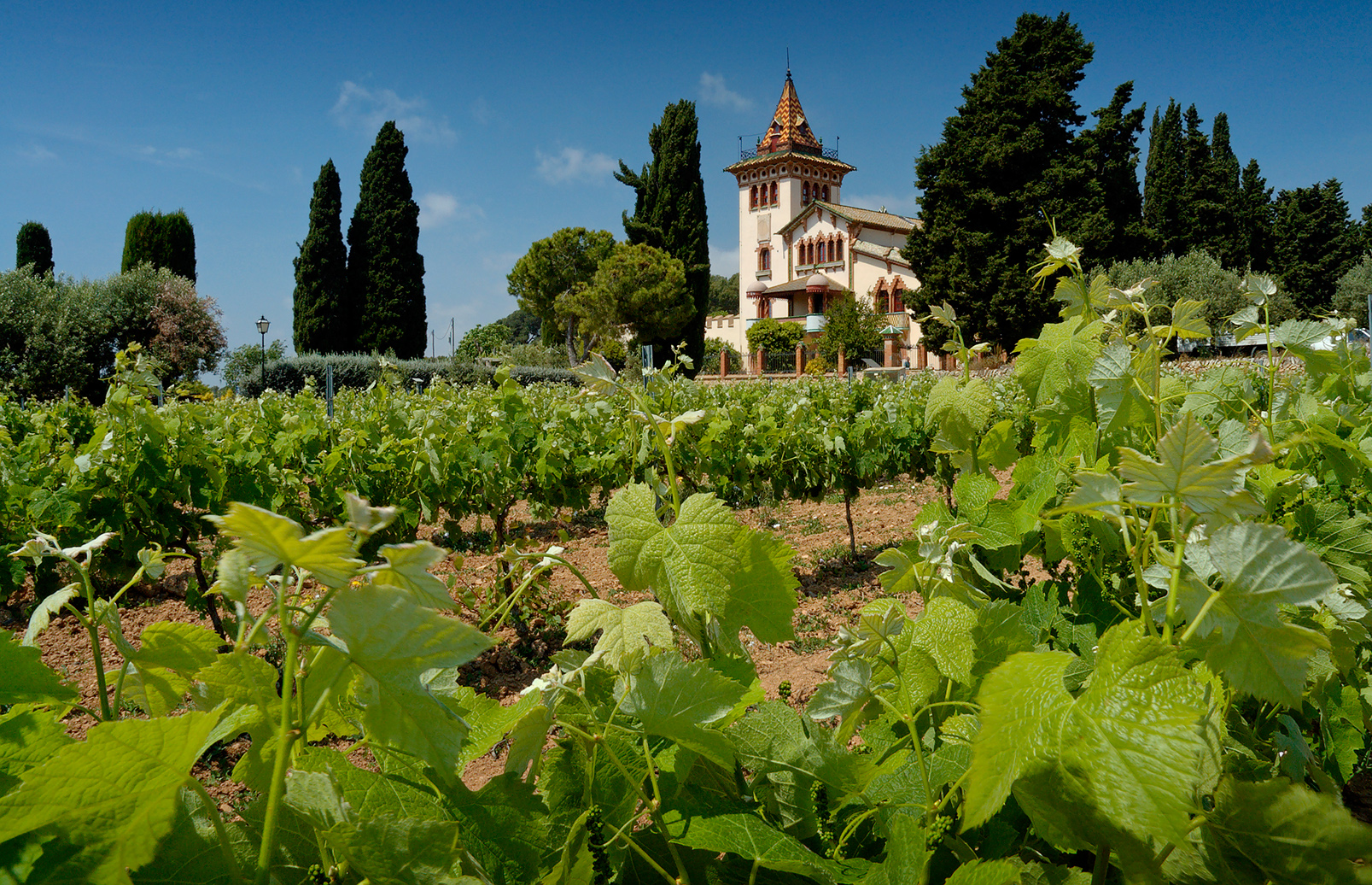
Weinberg in Penedès

- Ribera del Duero (an den Ufern des Duero-Flusses, östlich und westlich von Valladolid)
- Penedès
- La Mancha, wo vor allem in Almansa und Valdepeñas große Flächen angebaut werden.
- Navarra, wo er vor allem mit Cabernet Sauvignon und gelegentlich mit Merlot verschnitten wird.
- Rein ausgebaut wird er unter dem Namen Tinto Fino traditionell in Toro, was z. B. in Rioja und anderen spanischen Anbaugebieten erst in neuerer Zeit geschieht.

- Portugal:
- Unter dem Namen Tinta de Roriz am Douro und Aragonez (oder Aragonês) im Alentejo, als Tischwein und Bestandteil des Portweines sowie als Verschnittwein im Dão.

In Frankreich wurde im Jahr 2007 eine bestockte Rebfläche von 882 ha erhoben. Kleinstbestände sind in der Schweiz erhoben worden (0,2 Hektar, Stand November 2015)
Die Anbaufläche auf der Welt betrug 2016 219.379 ha.

## Ampelographische Sortenmerkmale
- Die Triebspitze ist starkwollig filzig behaart, grünlich weiß gefärbt mit leicht rosafarbenem Anflug.
- Das junge Blatt ist fünflappig, bronziert, leicht flaumig und auf der Unterseite weißwollig bis filzig behaart mit rotem Rand. Das erwachsene Blatt ist mittelgroß, fünflappig und die Stielbucht ist lyraförmig und überlappend. Die Blattspreite ist gewellt und blasig.
- Die Traube ist groß, lockerbeerig, länglich und meist doppelt geschultert. Beeren sind mittelgroß, schwarzblau gefärbt, beduftet mit dicker Beerenschale und festem Beerenfleisch und leicht krautigem Geschmack.[6]

## Wein
Die Weine sind kräftig und mit duftig-fruchtbetontem Charakter versehen. Sie sind mittelmäßig alkoholstark (ca. 11–13 Vol.-%) und haben ein großes Reifepotenzial im Holz. Sie zeichnen sich durch elegante Weiche und milde Tannine aus, weshalb sie im Gegensatz zu den Cabernets schon als Jungweine getrunken werden können. Ihre Stärke kommt erst im Barriqueausbau zur Geltung. Damit gute Qualitäten erzeugt werden können, sollten die Ernteerträge 6 t/ha nicht übersteigen.
Auf die Dürre und Hitze der letzten Jahre (siehe hierzu beispielhaft den Artikel Dürre_und_Hitze_in_Europa_2022) reagiert die Rebsorte Tempranillo trotz einer potentiell verlängerten Vegetationsperiode mit einer Verkürzung der Vegetationsdauer (Folgen der globalen Erwärmung für den Weinbau) und schließt die Reife vor der optimalen phänologischen Reife ab. Versuche mit den Rebsorten Benedicto (Elternsorte des Tempranillo) und Moribel (Abkömmling des Tempranillo) zeigten, dass diese Sorten mit den veränderten Gegebenheiten besser umgehen können und Weine hoher Qualität hervorbrachten.

## Synonyme
Je nach Region und Land gibt es viele andere Namen für diese Rebsorte:
- in Ribera del Duero: Tinta del País, Aragonés, Tinto Fino
- im Douro-Gebiet in Portugal: Tinta Roriz
- im Alentejo (östlich von Lissabon): Aragonês oder auch Aragonêz
- in La Mancha und Valdepeñas: Cencibel
- im Weinbaugebiet Toro: Tinto Fino oder Tinta de Toro
- in Katalonien: Ull de Llebre bzw. Ojo de Liebre
- in Argentinien: Tempranilla

Insgesamt wurden 88 Synonyme nachgewiesen: Albillo Negro, Aldepenas, Aragon, Aragones, Aragonez, Aragonez 51, Aragonez da Ferra, Aragonez de Elvas, Arauxa, Arganda, Arinto Tinto, Boton de Gallo, Castellana, Cencibal, Cencibel, Cencibera, Chinchillana, Chinchillano, Chinchilyano, Cupani, de Por Aca, Escobera, Garnacho Fono, Genciber, Grenache de Logrono, Jacibera, Jacibiera, Jacivera, Malvasia Nera di Basilicata, Negra, Negra de Madrid, Negra de Mesa, Negral, Negretto, Nera di Baragiano, Ojo de Liebre, Olho de Lebre, Palomino Negro, Pinuela, Roriz, Santo Stefano, Sensibel, Tempranilla, Tempranillo, Tempranillo Crni, Tempranillo de La Rioja, Tempranillo de Perralta, Tempranillo de Rioja, Tempranillo Rioja, Tinta Aragones, Tinta Corriente, Tinta de Madrid, Tinta de Nava, Tinta de Santiago, Tinta de Toro, Tinta del Pais, Tinta do Inacio, Tinta do Pais, Tinta Fina, Tinta Madrid, Tinta Monteira, Tinta Monteiro, Tinta Roris, Tinta Roriz, Tinta Santiago, Tinto Aragon, Tinto Aragones, Tinto Aragonez, Tinto Basto, Tinto de La Ribera, Tinto de Madrid, Tinto de Rioja, Tinto de Toro, Tinto del Pais, Tinto del Toro, Tinto Fino, Tinto Fino de Madrid, Tinto Madrid, Tinto Pais, Tinto Ribiera, Tinto Riojano, Tinto Tempranillo, Tintoa de Toro Blanca, Ull de Liebre, Ull de Llebre, Valdepenas, Verdiell, Vid de Aranda.